# Dyscia nobiliaria
Dyscia nobiliaria là một loài bướm đêm trong họ Geometridae.